# Tony Vaughan
Anthony Vaughan est un homme politique du Parti travailliste, député de Folkestone and Hythe depuis 2024.

## Biographie
Vaughan étudie le droit au St Catharine's College de Cambridge et obtient un Master of Laws de troisième cycle à la School of Oriental and African Studies. En 2006, il est admis au barreau et exerce au cabinet Doughty Street Chambers à Londres, en se concentrant plus particulièrement sur les affaires impliquant l'immigration, la privation de liberté et la traite des êtres humains,. Il est originaire des Philippines.